# Apocreadium longisinosum
Apocreadium longisinosum är en plattmaskart. Apocreadium longisinosum ingår i släktet Apocreadium och familjen Homalometridae. Inga underarter finns listade i Catalogue of Life.